# Frank Bernard Dicksee
Sir Francis Bernard Dicksee KCVO (Londres, 27 de novembro de 1853 – 17 de outubro de 1928) foi um pintor e ilustrador inglês da Era Vitoriana, mais conhecido por suas obras que retratam momentos dramáticos da história e cenas lendárias.

## Biografia
Dicksee estudou no estúdio do pai, Thomas Francis Dicksee (1819-1895), que executava retratos e pinturas históricas. Dois de seus irmãos e um tio também eram pintores.
Em 1871 ganhou uma bolsa de estudos e ingressou na Academia Real Inglesa de Londres (que presidiu, em 1924); ali venceu uma medalha de prata por seu desenho Antique, em 1872, e uma medalha de ouro por seu quadro retratando Elias confronta Acabe e Jezabel na vinha de Nabote, em 1875, pintura com a qual estreou na Academia Real, no ano seguinte.
Ainda como estudante começou a trabalhar como ilustrador, colaborando para revistas e outros periódicos. Na década seguinte foi contratado pela Cassell & Co. para ilustrar as edições de Evangeline de Longfellow, o Otelo e Romeu e Julieta, de Shakespeare.
Foi feito cavaleiro em 1925 e ingressou na Real Ordem Vitoriana em 1927, pelo rei George V.

## Estilo e crítica
Suas pinturas eram executadas com uma textura fluida, e riqueza de cor, revelando uma mistura de influências, especialmente de Frederic Leighton com seu classicismo, e de G. F. Watts com o idealismo abstrato. Suas obras abarcam uma gama variada de temas e gêneros, que vão desde as alegorias bíblicas, passando pelas obras da Cavalaria e retratos de figuras da sociedade.
Tinha predileção pelos aspectos decorativos da arte, que desenvolveu a partir de seus estudos com o pintor de vitrais Henry Holiday.